# 紀元前616年
紀元前616年（きげんぜん616ねん）は、西暦（ローマ暦）による年。紀元前1世紀の共和政ローマ末期以降の古代ローマにおいては、ローマ建国紀元138年として知られていた。紀年法として西暦（キリスト紀元）がヨーロッパで広く普及した中世時代初期以降、この年は紀元前616年と表記されるのが一般的となった。

## 他の紀年法
- 干支 : 乙巳
- 日本
  - 皇紀45年
  - 神武天皇45年
- 中国
  - 周 - 頃王3年
  - 魯 - 文公11年
  - 斉 - 昭公17年
  - 晋 - 霊公5年
  - 秦 - 康公5年
  - 楚 - 穆王10年
  - 宋 - 昭公4年
  - 衛 - 成公19年
  - 陳 - 共公16年
  - 蔡 - 荘侯30年
  - 曹 - 文公2年
  - 鄭 - 穆公12年
  - 燕 - 桓公2年
- 朝鮮
  - 檀紀1718年
- ユダヤ暦 : 3145年 - 3146年

## できごと

### 中国
- 楚軍が麇に侵攻し、成大心が麇軍を防渚で撃破した。潘崇が再び麇に侵攻し、鍚穴に達した。
- 鄋瞞（長狄の一支族の国）軍が斉に侵攻し、ついで魯に侵攻した。魯の叔孫得臣が鹹で鄋瞞軍を撃破した。

### ローマ
- エトルリア系でタルクイーニア出身のタルクィニウス・プリスクスがローマの第5代王に選ばれる（伝承）。
  - タルクイーニア近郊モンテロッツィ遺跡はチェルヴェーテリ近郊バンディタッチャ遺跡とともにエトルリア地下墳墓（ネクロポリス）で有名。